# Крст Ракоц
Крст Ракоц је југословенски филм из 1962. године. Режирао га је Живко Ристић, а сценарио је писао Душан Савковић.

## Радња
У сувом поднебљу, под планином Крст Ракоц, шесторо људи се труди да оствари своје намере које су их ту довеле.
Међусобни сукоби прете да униште њихово дело : претварање неплодног земљишта у издашну равницу.
Преоравајући и даље шикаре, творећи нове бразде, ови људи савладају и своје дилеме.

## Улоге
| Глумац                   | Улога |
| ------------------------ | ----- |
| Велимир Бата Живојиновић | Бели  |
| Душан Антонијевић        |       |
| Марија Данира            |       |
| Рејхан Демирџић          |       |
| Илија Џувалековски       |       |
| Ацо Јовановски           |       |
| Иван Костић              |       |
| Урош Крављача            |       |
| Тамара Милетић           |       |
| Есма Реџепова            |       |
| Зоран Стојиљковић        |       |
| Павле Вугринац           |       |
| Михајло Мрваљевић        |       |